# Novovodeane, Kameanka-Dniprovska
Novovodeane (în ucraineană Нововодяне) este localitatea de reședință a comunei Novovodeane din raionul Kameanka-Dniprovska, regiunea Zaporijjea, Ucraina.

## Demografie
Componența lingvistică a localității Novovodeane
     Ucraineană (89,48%)
     Rusă (10,11%)
     Alte limbi (0,31%)
Conform recensământului din 2001, majoritatea populației localității Novovodeane era vorbitoare de ucraineană (89,48%), existând în minoritate și vorbitori de rusă (10,11%).